# Nadia Battoclettiová
Nadia Battoclettiová (* 12. dubna 2000 Cles) je italská reprezentantka v lehké atletice. Věnuje se běhům na střední a dlouhé tratě.

## Sportovní kariéra
Jejím prvním mezinárodním úspěchem byla bronzová medaile v běhu na 3000 metrů na mistrovství Evropy juniorů v atletice 2017. Na mistrovství Evropy v přespolním běhu vyhrála v letech 2018 a 2019 závod do dvaceti let. V prosinci 2019 ji Evropská atletická asociace vyhlásila nejlepší kontinentální atletkou měsíce.
Získala zlatou medaili v běhu na 5000 metrů na mistrovství Evropy v atletice do 23 let 2021. V tomto roce také startovala na tokijské olympiádě, kde obsadila na pětikilometrové trati sedmé místo. Na evropském šampionátu v přespolním běhu získala v letech 2021 a 2022 titul v kategorii do 23 let a v roce 2024 vyhrála seniorský závod jednotlivkyň i družstev, stala se tak jedinou vítězkou krosařského ME na všech věkových úrovních. V roce 2023 zvítězila s italským týmem na mistrovství Evropy družstev v atletice. Má také jedenáct zlatých medailí z italského lehkoatletického šampionátu.
Největšího úspěchu dosáhla na mistrovství Evropy v atletice 2024 v Římě, kde dokázala zvítězit na 5 000 m i na 10 000 metrů a jako první italská atletka zaznamenala na evropském šampionátu double. Na Letních olympijských hrách 2024 získala na desetikilometrové trati stříbrnou medaili a časem 30:43,35 vytvořila nový italský rekord. V olympijském závodě na 5 000 metrů doběhla na čtvrtém místě (po závodě se jednalo o diskvalifikaci druhé v cíli Faith Kipyegonové za křížení trati, čímž by se Battoclettiová posunula na stupně vítězů i v této disciplíně, avšak nakonec rozhodčí ponechali původní výsledky v platnosti).

## Osobní rekordy
- 1500 m: 3:59,19
- 3000 m: 8:50,66
- 5000 m: 14:31,64
- 10000 m: 30:43,35

## Osobní život
Pochází z atletické rodiny, trénuje ji otec Giuliano Battocletti, který byl mistrem Itálie v půlmaratonu. Matka Jawhara Saddougui pochází z Maroka a dosáhla v běhu na 800 metrů času 2:01 minuty. Battoclettiová je od roku 2018 členkou týmu Gruppo Sportivo Fiamme Azzurre. Studuje stavební inženýrství na tridentské univerzitě.